# Šako Polumenta
Sakib "Šako" Polumenta (kyrilliska: Шако Полумента), född 27 mars 1968 i Bijelo Polje, Montenegro, är en montenegrinsk musiker av bosniakisk börd.

## Diskografi
- Ej, sudbino (1993)
- Skitnica (1995)
- Hej, ženo (1997)
- Aman, Aman (1999)
- Od ljubavi oslepeo (2000)
- Šako Live (2001)
- Dišem za tebe (2002)
- Uvijek blizu (2004)
- Najbolje do sada... (2005)
- Karta za budućnost (2006)
- Sanjao sam san... (2008)
- Ljepsa od noći... (2008) (med Dado Polumenta)